# Leon Jaworski

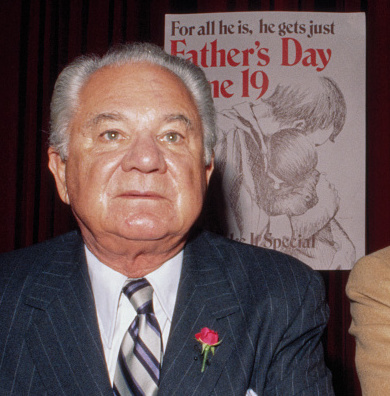
Leonidas "Leon" Jaworski

Leonidas "Leon" Jaworski (Waco, Texas, 19 de setembro de 1905 - Wimberley, Texas, 9 de dezembro de 1982) foi um advogado e professor de direito norte-americano que atuou como o segundo promotor especial durante o escândalo de Watergate. Ele foi nomeado para esse cargo em 1º de novembro de 1973, logo após o Massacre de Sábado à Noite de 19 a 20 de outubro de 1973, que incluiu a demissão de seu antecessor Archibald Cox.

## Publicações
- Jaworski, Leon, After Fifteen Years, Houston: Gulf Publishing Company, 1961.
- Jaworski, Leon, The Right and the Power, Nova York: Reader's Digest Press, 1976.
- Jaworski, Leon and Herskowitz, Mickey, Confession and Avoidance: A Memoir, Garden City, N.Y.: Anchor Press, 1979.
- Jaworski, Leon, Crossroads, Elgin, Ill.: Cook Press, 1981.